# Vital Vouardoux
Vital Vouardoux (* 2. Mai 1919 in Grimentz; † 20. Oktober 1977 in Sierre) war ein Schweizer Ski- und Bergführer und Skisportler.

## Leben
Vouardoux besuchte die Grundschule in seinem Heimatort und begann danach in der Landwirtschaft zu arbeiten Nach dem Abschluss der Rekrutenschule blieb er beim Militär als Füsilier der Gebirgstruppen und wurde zu Beginn des Zweiten Weltkriegs an die Landesgrenze versetzt. Vor die Wahl gestellt, eine Offizierskarriere einzuschlagen, oder als einfacher Soldat in seine Heimat zurückzukehren, entschied er sich gegen die Karriere, er wollte in den von ihm geliebten Bergen bleiben. Er heiratete 1944 seine Frau Alice, geb. Salamin, aus der Ehe gingen drei Töchter und vier Söhne hervor. Am 18. Juli 1945 wurde ihm in Zermatt die Anerkennungsurkunde zum Hochgebirgsführer überreicht. Danach arbeitete er für den Kanton Wallis im Lawinenschutz am Moirygletscher. Von 1948 bis 1960 gehörte er dem Gemeinderat seiner Heimatgemeinde an. Zu Beginn der 1960er Jahre nahm der passionierte Jäger eine Stelle als Jagdaufseher im Val d’Anniviers an. 1977 erlitt Vouardoux überraschend einen Schwächeanfall auf dem Weg zur Cabane d’Arpitettaz bei Zinal. Er wurde mit dem Helikopter ins Spital nach Sierre geflogen, wo er kurze Zeit später verstarb.
Vouardoux gewann die Bronzemedaille beim Gletscherpatrouillen-Wettbewerb 1943; dies war einer von drei Militärpatrouillenbewerben, die während des Zweiten Weltkrieges in der Schweiz stattfanden. Er nahm am Demonstrationswettbewerb Militärpatrouille bei den Olympischen Winterspielen 1948 teil, zu dieser Zeit bekleidete er den Rang eines Gefreiten. Obwohl er kurzfristig den an Mumps erkrankten Füsiller Walter Imseng ersetzen musste, harmonierte er ausgezeichnet mit seinen Mannschaftskameraden. Gemeinsam mit Robert Zurbriggen, Heinrich Zurbriggen und Arnold Andenmatten gewann er die Goldmedaille.